# Rio Orontes

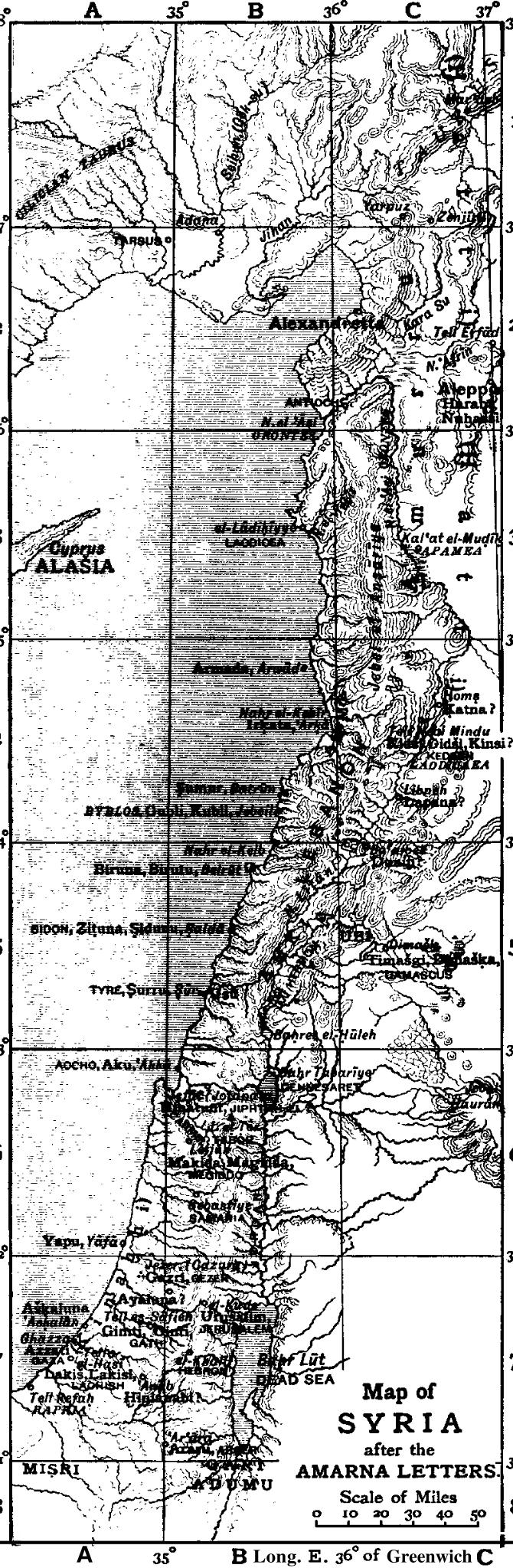
Mapa mostrando o Rio Orontes

O Orontes (ou ‘Asi) é um rio que corre nos territórios do Líbano, da Síria e da Turquia. Com nascentes no leste do Vale do Beqaa (Líbano), corre na direção norte, paralelo ao litoral, cruzando o oeste da Síria até desaguar no Mediterrâneo, próximo ao porto turco de Samandağ. Sua extensão total é de 571 km.
Ao longo de seu vale, passaram, ao longo dos séculos, exércitos e tráfego provenientes de ou com destino ao Egito. Às margens do Orontes, travaram-se as batalhas de Cadexe e de Carcar.